# 国家娱乐收藏品协会
国家娱乐收藏品协会（英語：The National Entertainment Collectibles Association）或直接简称NECA，是一家美国的玩具收藏品制造商，通常通过电影，电子游戏，体育运动，音乐和电视节目等授权并制作其相关的玩具模型产品，总部位于新泽西州。公司成立于1996年，有超过60个生产的产品的许可证。
在2002年，NECA的卷卷玩具成立了一个部门且专门制作生产可动玩偶，以及洋娃娃来面向可动人偶和玩具爱好者。他们的目的是针对青少年和成年人所喜爱的收藏品，且确保没有其他公司会得到许可出这些玩具。
2009年9月14日，他们正式宣布从Topps收购WizKids公司资产，且收购的内容包括Clix细密画收藏游戏和Pocketmodel游戏。

### Joel Weinshanker
服装公司Rubie’s公布了一项交易细节，该交易将使公司的共同所有人和管理合伙人，同时也是NECA创始人的乔尔·温斯汉克（Joel Weinshanker），直接负责全球Rubie’s业务的全面监督。
在新职位上，温斯汉克（Weinshanker）将致力于充分发挥全球超过1,000名Rubie’s员工的潜力，以保持公司在全球服装设计、制造和分销领域的领导地位和创新能力。
作为Rubie’s的负责人，温斯汉克将依靠他作为国家娱乐收藏品协会（NECA）创始人的多年经验——NECA是授权消费品行业的领导者——来履行这个角色。
Rubie’s是美国最大的服装设计、制造和分销公司。在2020年10月最近的一次资产收购之后，Rubie’s现在由乔尔·温斯汉克（Joel Weinshanker）、由Atalaya Capital Management LP管理的资金以及于1950年创立公司的Beige家族成员共同拥有。